# Manuel Damásio
Manuel Damásio Soares Garcia (9 de Julho de 1940), é um empresário e dirigente desportivo português.

## Biografia
Foi Presidente do Sport Lisboa e Benfica entre 1994 e 1997.
Foi eleito em reunião de Direção 2.º Presidente da Direção da Liga Portuguesa de Futebol Profissional e, por inerência, Vice-Presidente da Federação Portuguesa de Futebol, e tomando posse de imediato a 28 de Outubro de 1994 e até 13 de Julho de 1995.
É casado com Margarida Prieto.

### Acusações de corrupção
A Polícia Judiciária deteve o empresário a 3 de Março de 2016, acusado da prática dos crimes de branqueamento de capitais e tráfico de influências.